# برنکاستل-کوئز
شهر برنکاستل-کوئز در ایالت راینلند-فالتز در کشور آلمان واقع شده است.